# 護送船団 (ドイツ史)
ドイツ史における護送船団（ごそうせんだん、ドイツ語: Konvoischifffahrt）とは、通商航海を外敵の攻撃から保護する船舶運航の一形態である。これはいわゆる「独航船」、すなわち単独で航海する船舶に対し、危険の軽減を試みるものであった。護送船団は商人が自主的に編成する場合もあったが、国家が提供することもあった。これらの組織、もしくは必要によって船舶の「集団運航」（ドイツ語: Admiralschaft）が発達し、ドイツではハンブルク、ブレーメンとブランデンブルクに提督府（ドイツ語: Admiralität）が置かれている。船舶の武装は主に商人が自弁した他、国家から借用することも可能であった。

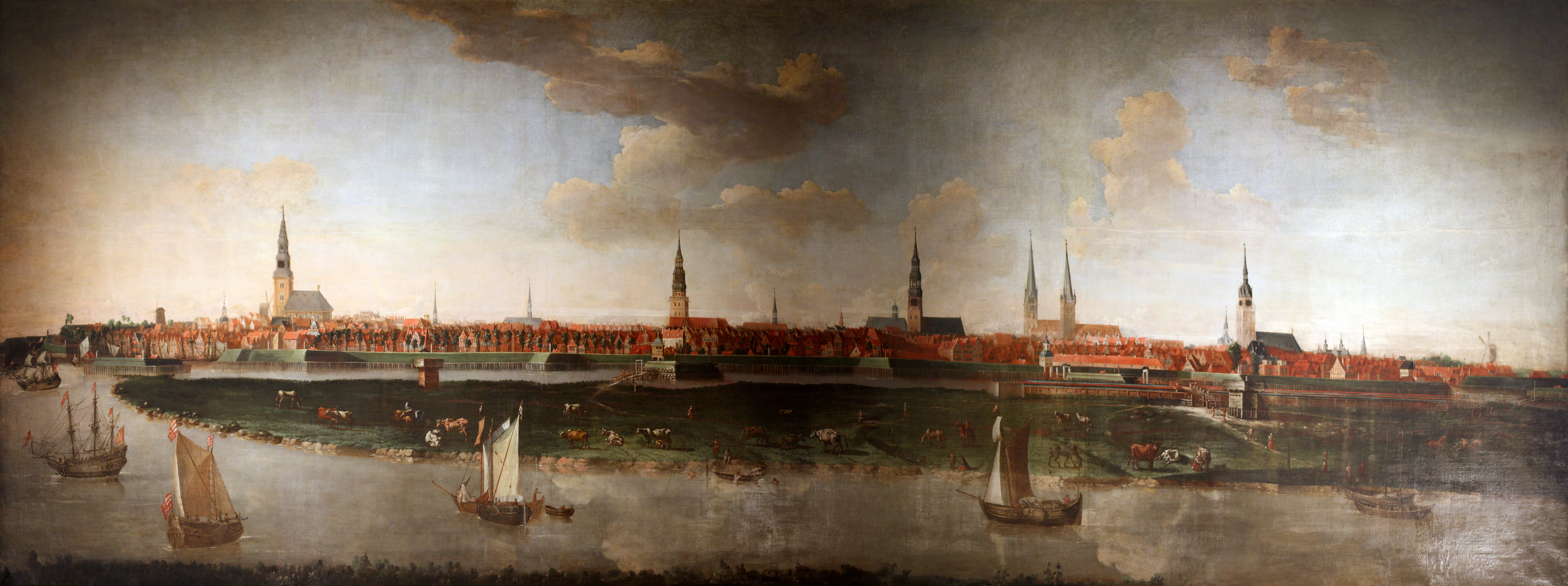
ヨアヒム・ルーン作:『1681年のハンブルクの風景』。絵の左端に帝国自由都市ハンブルクの私設護衛艦が描かれている。

## 概念と状況
「護送船団」（Konvoischifffahrt）、「護衛艦」（Konvoischiff）あるいは「コンヴォイアー」（Convoyer、Konvoierとも）に、全般的な定義を与えることは不可能である。時代や地域によって、護送船団に求められる役割には違いがあった。商船団の中で最大の船が「コンヴォイアー」に選ばれれば済む場合もあった。あるいは提督に任命された船長の、もしくは町や領主が指定した船が「コンヴォイアー」になることもあったのである。さらにこの任命には期限が設けられていたり、1回限りであったりした他、継続的なものでもあり得た。その定義は、護送船団の全体像に対する科学的調査の欠如によって困難となっている。代わりに多数存在するのは、様々な方向から扱われた個々の観点である。ほとんどの場合、取り上げられるのは近代以降の軍事的な意義であり、それ以前の時代における、国家や町の機関による組織的護送船団の効果が言及されることは少ない。
護送船団の全ての要素に目を向けると、それは「同じ目的地への集団航行中の危険に対する協同組合的な組織」と言い表すことが可能である。
プロイセン軍の中将で、軍事小説家でもあるゲオルク・ディートリヒ・フォン・デア・グレーベンは当時、「コンヴォイアー」と呼ばれていた船について、1774年に上梓した海軍辞典で下記のように記述している。

## 発達史

### 中世

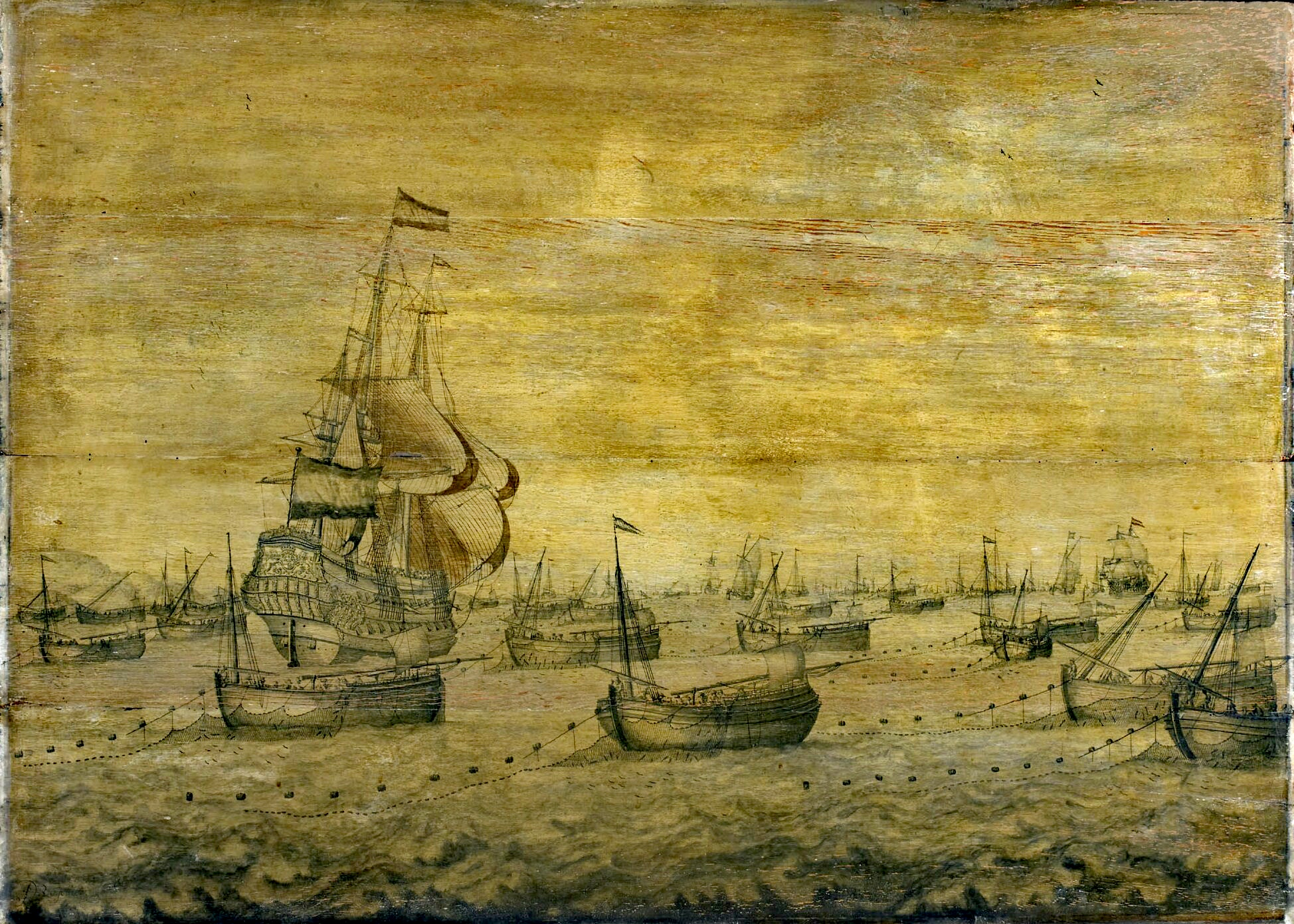
護衛艦を伴うネーデルラントの漁船団（1700年頃）。ピーター・デ・フォーゲレアー（1641年-1725年頃）の作品。

既知の商船の集団航行の内、どれが護送船団と呼べるようになるのかは判然としない。しかし確実なのは、すでにハンザ同盟の諸都市が様々な形で通商を保護していたことである。船舶の直接的保護と並んで、海域全体を敵の介入から守ることも行われた。護送船団のために各都市で傭兵や民兵が雇われ、選抜された船に送り込まれている。また、要求された武器や要員を船の大きさに応じて船内に用意するという規定もあった。中世の商船における乗組員はほとんどの場合、必要な人数よりも多い。つまりその一部は、武装した要員であったと考えられている。北海とバルト海における戦争の中で、全ての交易従事者は通商保護に向けて各自の形式を作り上げた。ネーデルラントでは諸都市が「平和艦」（ドイツ語: Friedeschiff、オランダ語: vreedscip）の艤装にかかる費用を折半した。
スペインが新大陸を制覇した後、膨大な戦利品はしばしば独航船のみでヨーロッパへ運ばれた。このことはヨーロッパの私掠船の欲望を掻き立てる。またカリブ海の天候は、ヨーロッパへ向けて季節的な船舶運航を強いた。それゆえスペインは、王室の損害を軽減するべくガレオン船で護送船団を編成するようになる。これには積荷、艦艇と乗組員を王国の公務員によってよりよく監視できるという効果もあった。
しかし、軍艦の艤装が行われた目的は船団の保護だけではない。漁船団にも護衛は必要であった。特にイングランドと指呼の間の沿岸で網を張っていたネーデルラントの漁師は、あらゆる奇襲に抵抗力を持たなかった。同じくフランドルの沿岸も漁師と私掠船にとって良い漁場であった。そのためネーデルラントの提督府は定期的に、漁船団の護衛に軍艦を提供する必要があった。これらは中型から大型の軍艦であり、特にこの任務のために建造と艤装が実施されたのである。

### 帝国自由都市ハンブルクとブレーメンに見る近世の事例

#### 帝国自由都市ハンブルク

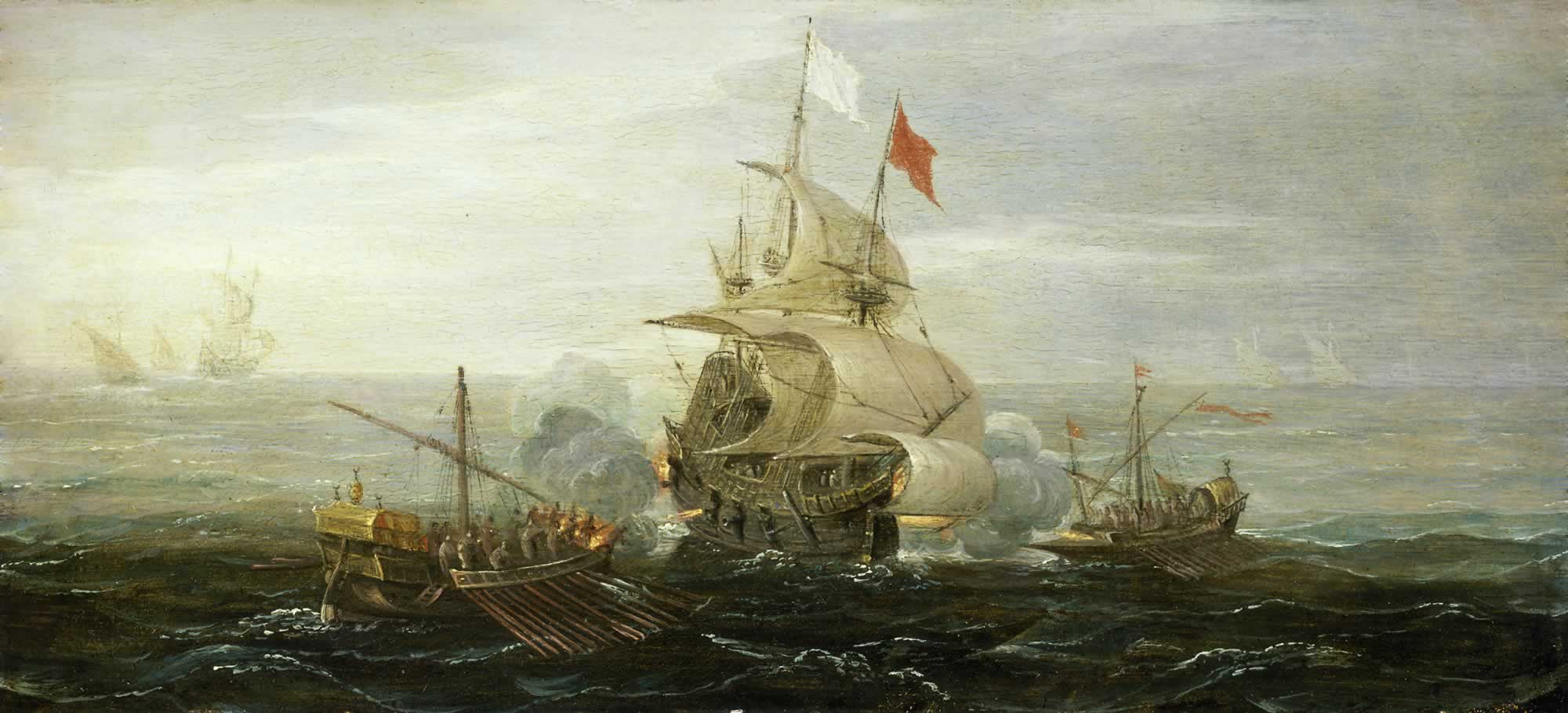
バルバリア諸国の私掠船と戦うフランス船。エールト・アントニスゾーン（1579年-1620年）の絵画。貿易船への襲撃は当時、蔓延していた問題であった。

ハンブルクは16世紀、ハンザ同盟の権威が失墜すると経済的な重要性を増大させていった。移住とそれに関連した交易相手の獲得により、帝国自由都市ハンブルクは17世紀中盤以降、ロンドンやアムステルダムと並ぶ非常に重要な交易中心都市の1つへと発展し、その交易関係はグリーンランドから地中海や白海にまで及んだのである。その際、非常に大切な寄港地はイベリア半島、イングランド、（捕鯨に関連して）北極海やアルハンゲリスクにあった。原則として交易は互恵関係の上に立脚しており、外国の商人もハンブルクの市場に出入りしていた。商圏の拡大とキリスト教国の、とりわけ地中海における武力を伴う影響圏の拡大は必然的に対立を生み、1571年にキリスト教国の艦隊がレパントの海戦で勝利を得たにも拘らず、最終的にイスラム教徒の海賊による大いに損害をもたらす襲撃をも招いた。
これらの私掠船はバルバリア諸国から出撃し、鈍重でしばしば無防備に近い、20隻から50隻の貿易船によって構成される船団を大いに消耗させていた。商船を大砲で武装（いわゆる武装商船）しても、その状況は大して変わらなかった。なぜなら、積荷に起因する商船の船足の遅さはそのままだったからである。船は拿捕され、積荷は没収され、乗組員はしばしば奴隷となるか、身代金が支払われるまで最悪の環境下で拘束された。
捕縛された船長や船員を買い戻すため、ハンブルクの船乗りや航海士は「用心の欠片の金庫」（ドイツ語: Casse der Stücke von Achten）を設立した。これは身代金の支払いにあたって基となる保険である。この保険に参加できなかった者をも買い戻せるように、1623年には船主や乗組員の分担金、国家組織からの補助金及び提督府の税金から構成される奴隷解放保険がハンブルクで創設された。しかしこれらの資金も充分ではなかったため、教会にも募金箱が置かれた他、家庭でも募金活動が組織されている。
17世紀中、私掠船はその作戦範囲を地中海からジブラルタル、そして英仏海峡を越えてエルベ河口まで広げた。イングランド、フランスとネーデルラントは1665年から1687年にかけて懲罰遠征をもってこれらの襲撃に対抗しようと試みた。ハンブルクは当初、独自の軍艦を持たなかったため、このような行動を取ることは不可能であった。海賊の活動範囲が広がった結果、海路を通じたハンブルクへの補給は部分的に滞り、時期によっては物資が逼迫に至ることさえあったのである。さらにキリスト教国間の戦争は、ますますハンブルクの経済問題となりつつあった。
例えばフランスは、グリーンランドへ向かい捕鯨やアザラシ狩りで得た物資を加工のためハンブルクへ運ぶ、同市とネーデルラントの船舶を拿捕するべくダンケルクから出航する私掠船の数を増やしていった。

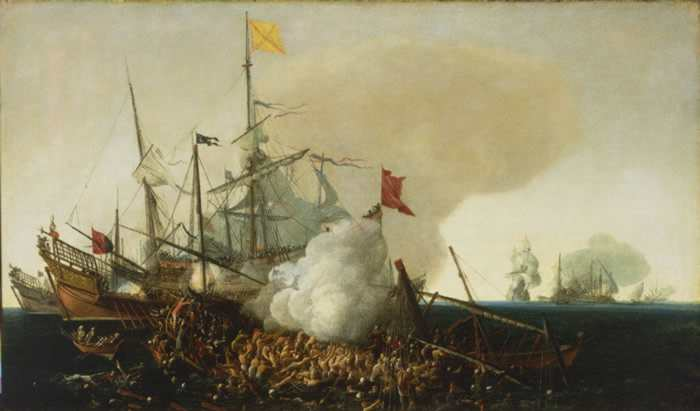
バルバリア海賊と交戦するスペインの軍艦。コーネリス・ヴロームの1615年の絵画。

ネーデルラント連邦共和国、イングランド、フランス、ノルウェー、デンマークといった当事国の他、ハンザ都市ブレーメンやブランデンブルク＝プロイセンも交易路の海賊問題に対応する必要から、対策として商船団の軍艦による護衛を許可した。
ハンブルクの指導層は、国際的な商業活動における自らの重要な地位を可能な限り持続的に確保するよう望み、同じく商船団の保護と、いわゆる護衛艦（ドイツ語: Convoyer、「コンヴォイアー」）による船団護衛の組織し、以後このような襲撃を撃退することにした。
17世紀と18世紀、ハンブルクとその住民は交易に有害な軍事的紛争から距離を置き、紛争当事者に対して可能な限り中立を保とうと常に尽力していたため、「軍艦」という類別は明確に忌避された。その代わり公的には、攻撃よりも防御に適した艦種を指すとする「護衛艦」（ドイツ語: Konvoischiff、コンヴォイシッフ）や「市の護衛艦」（ドイツ語: Stadtkonvoischiff、シュタットコンヴォイシッフ）という分類が用いられている。事実上これらの艦艇は、武装を重視して建造されていたため全くもって軍艦と呼び得た。
ハンブルクの護衛艦とは恒常的に船団護衛の任務を帯びる軍艦であった。そして1669年から1747年までハンブルクの護送船団を警護し、ハンブルクの交易を保障し、それによって一大交易都市としてのハンブルクの地位を持続的に確保していたのである。
様々な要因の影響を受け、ハンブルクは18世紀の中頃、独自の艦による船団護衛を中止する。例えばイギリスなど、ヨーロッパのいくつかの国はバルバリア諸国と条約を結び、海賊による襲撃を停止させた。ハンブルクは資金の問題から、このような条約を締結できなかった。裏を返せば、商船がこのような「トルコ人通行証」（ドイツ語: Türkenpässe）を利用できる外国の護送船団に加わるようになったため、ハンブルクの船団は成立しなくなったのである。また、後にフランスとの通商関係はハンブルクの交易を容易にした。なぜならフランスは、商船を自国の軍艦で護衛したからである。
| イタリア | イベリア半島 | イギリス | 北極海 | アルハンゲリスク |
| -------- | ------------ | -------- | ------ | ---------------- |
| 3        | 65           | 29       | 26     | 15               |

ハンブルクの護衛艦は1665年から1747年にかけて合計138回の航海を護衛した（表を参照）。
西地中海一帯における海賊行為の最終的な鎮圧は1830年、フランスによる北アフリカの占領をもって達成され、船団護衛は時代遅れとなり、もはや戦時に実施されるのみとなった。

ハンブルクの護衛艦の模型
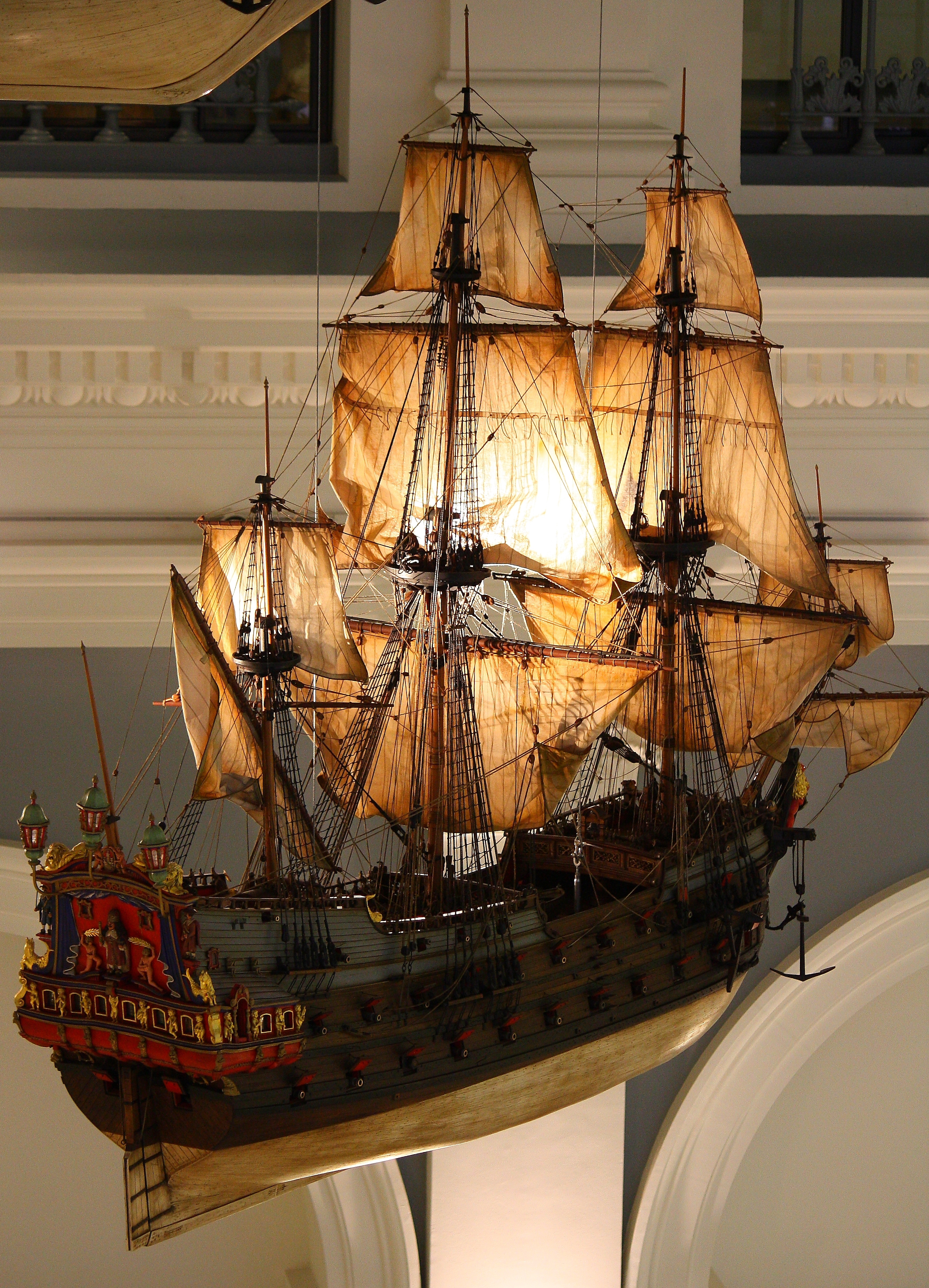
「レオポルドゥス・プリムス」
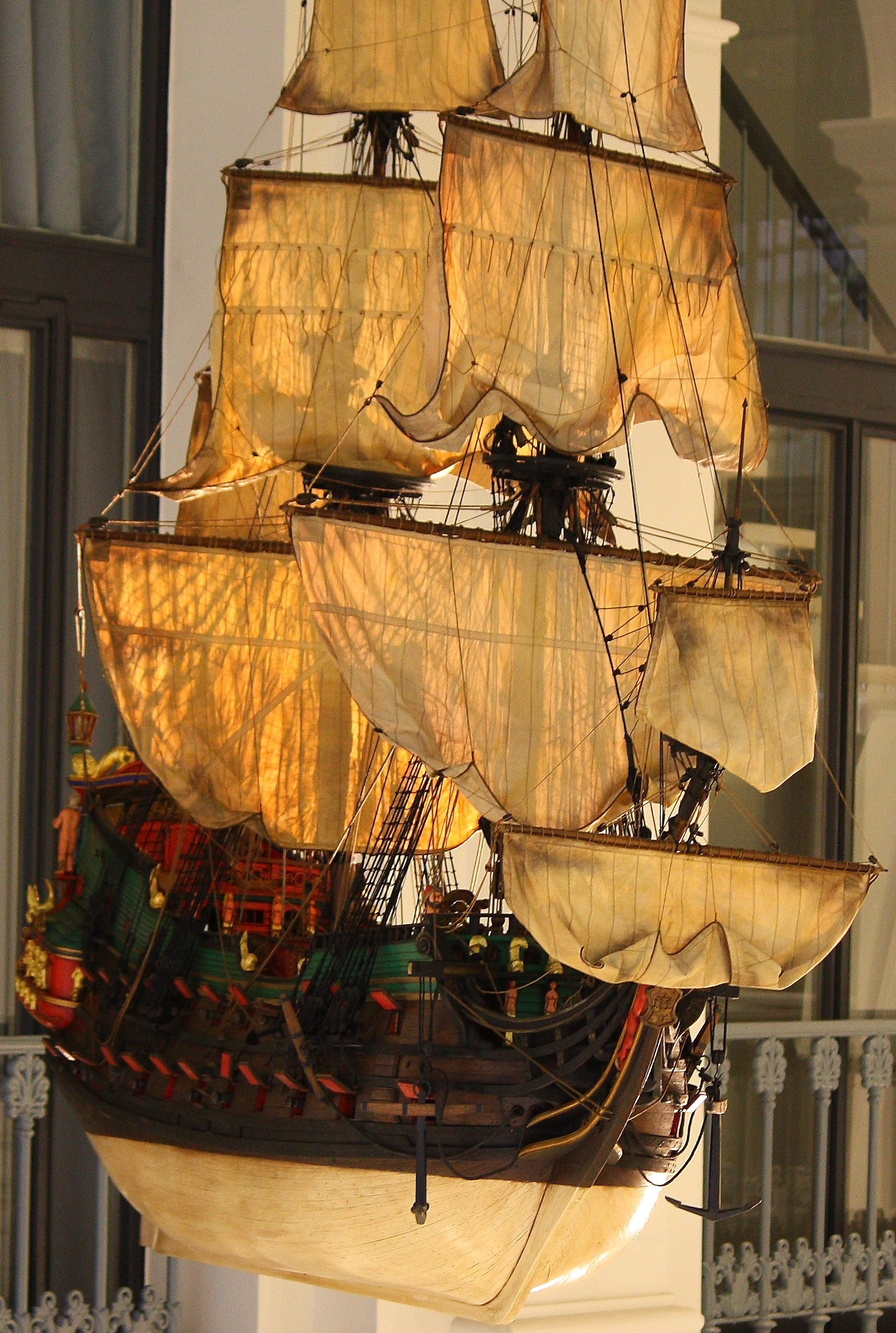
初代「ヴァーペン・フォン・ハンブルク」
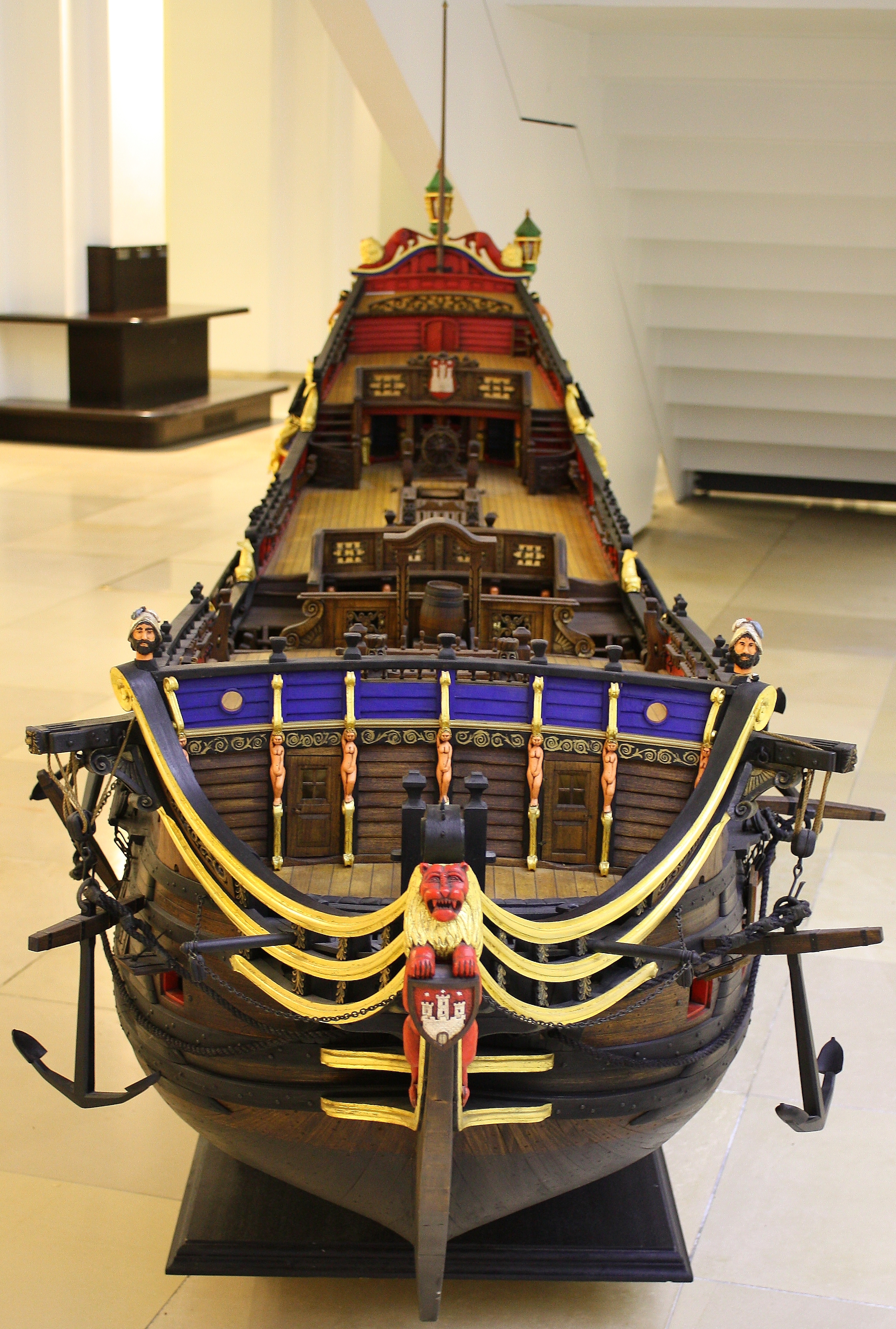
2代目「ヴァーペン・フォン・ハンブルク」
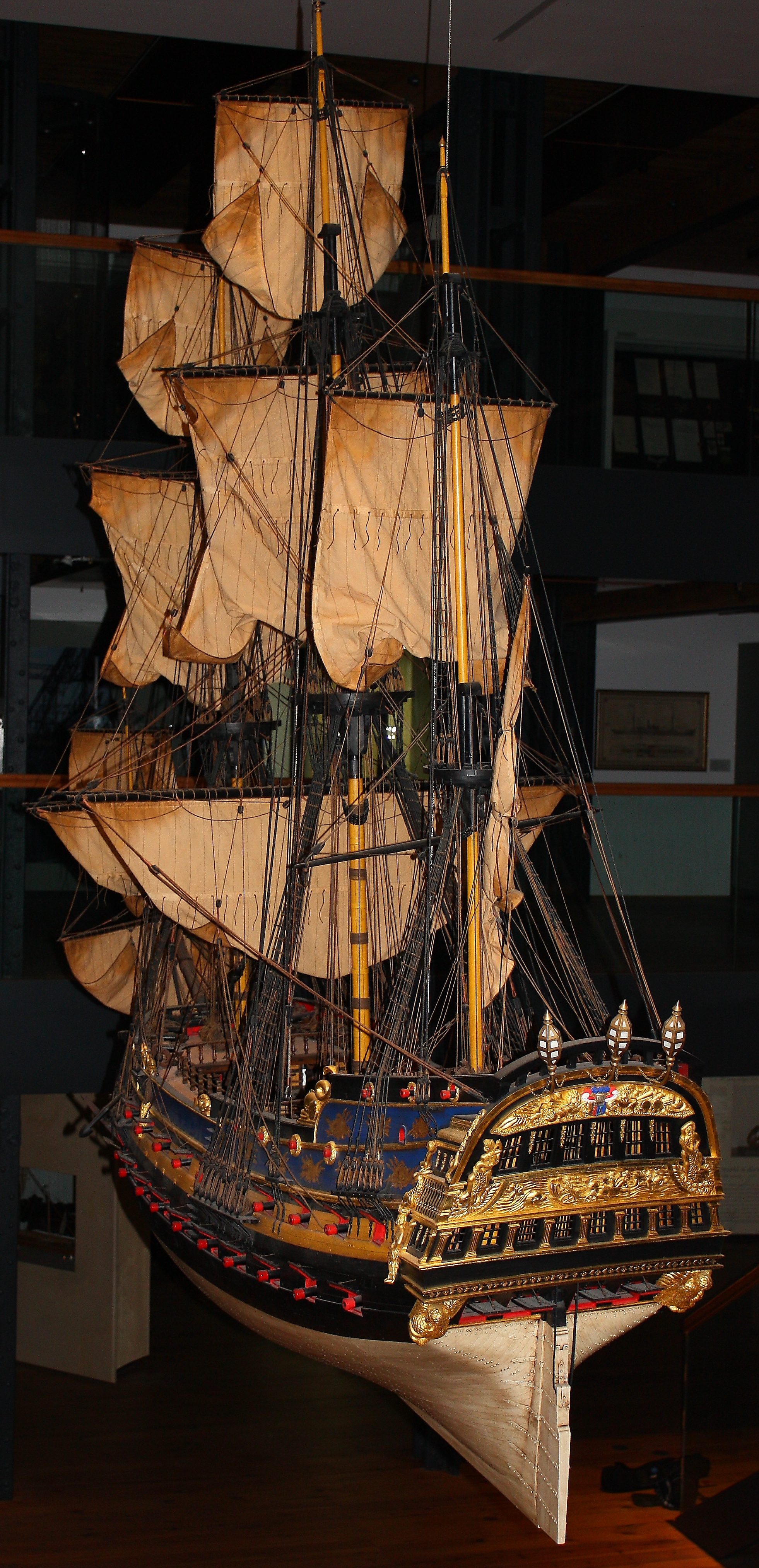
3代目「ヴァーペン・フォン・ハンブルク」

#### 帝国自由都市ブレーメン

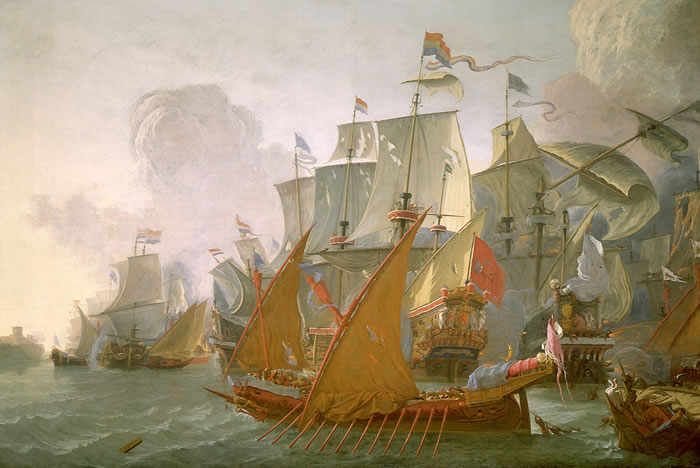
1670年頃、バリバリア海賊に対する懲罰遠征に参加中のネーデルラント艦隊。リーフェ・ピーターゾーン・フェアシャウアーの絵画。

ブレーメンはハンザ同盟の没落後に重要性を失ったが、引き続きイングランドと緊密な通商関係を維持した。15世紀から17世紀にかけてブレーメン市議会は、ヴェーザー川やその河口の水域を守るべく小型艦艇を用い続けた末、プファルツ継承戦争（1668年-1697年）の勃発をもって航洋能力を備えるより大型の護衛艦の整備が必要となった。なぜなら、北海の海上交易がフランスの軍艦や私掠船に脅かされるようになったからである。そのため1689年、「商人の長老衆」はブレーメン商人が私財で出資した護衛艦、「ゴールデナー・レーヴェ」を整備し、イギリス航路に出動させている。しかし、この重要な通商路における交易を継続的に維持するには、同艦が余りにも小型であったことがすぐに判明した。それゆえ商人衆は、議会により大型で武装に優れた艦をこの目的のため派遣するよう要請する。これを受けて1690年12月17日、議会は
を決定した。こうして1691年初頭、護送船団金庫の負担でより強力な護衛艦、「ヴァッペン・フォン・ブレーメン」の調達と整備が実施される。議会の指令によれば、同艦は「主にイギリスとの交易を保全するため」のものであり、「それが少しでも阻害されたり、厄介となったりするような用途に利用してはならない」とされた。

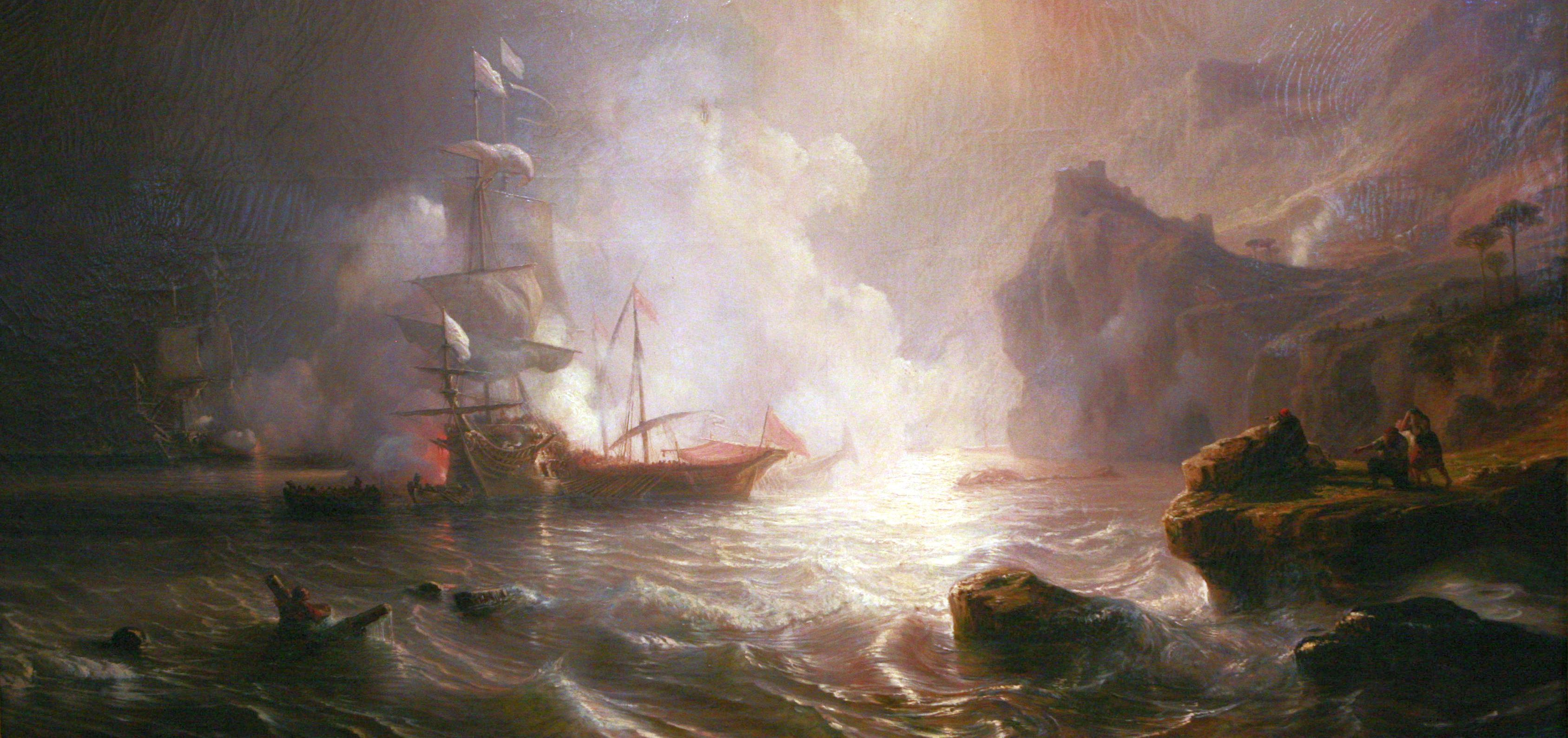
海賊のガレー船に襲われるフランスの戦列艦。

そのため何よりヴェーザー川からロンドン、ハル、ニューカッスルやさらに遠く、スコットランドへ続くイギリスとの交易路に投入されたが、時にはアムステルダム、ベルゲンやバルト海への護衛に用いられることもあった。さらに、3本マストの大型船のみが護送船団の保護下に入ることとされた。なぜなら、より小型の船が船団の足手まといとなり、その全体を危険に晒す懸念があったためである。
プファルツ継承戦争が終わると船団護衛は中止され、「ヴァッペン・フォン・ブレーメン」は議会の決定で退役し、1698年に競売にかけられ、ブレーメン商人のダニエル・マイナーツハーゲン、コンラート・グレレ、ペーター・レニンク、フリードリヒ・ハーロッホと仲間たちへ6,000ターラーで売却された。数年後、スペイン継承戦争（1701年-1714年）の勃発とともに海上交易が再び脅かされると、議会は1704年に新たな護衛艦、「ローラント・フォン・ブレーメン」を就役させた。同年、「ヴァッペン・フォン・ブレーメン」を購入した商人衆はこれを再び護衛艦として整備し、カディス、マラガ及びアリカンテに向けて出航させた。その後、これらの護衛艦がどうなったかは不明である。

ブレーメンの護衛艦の模型
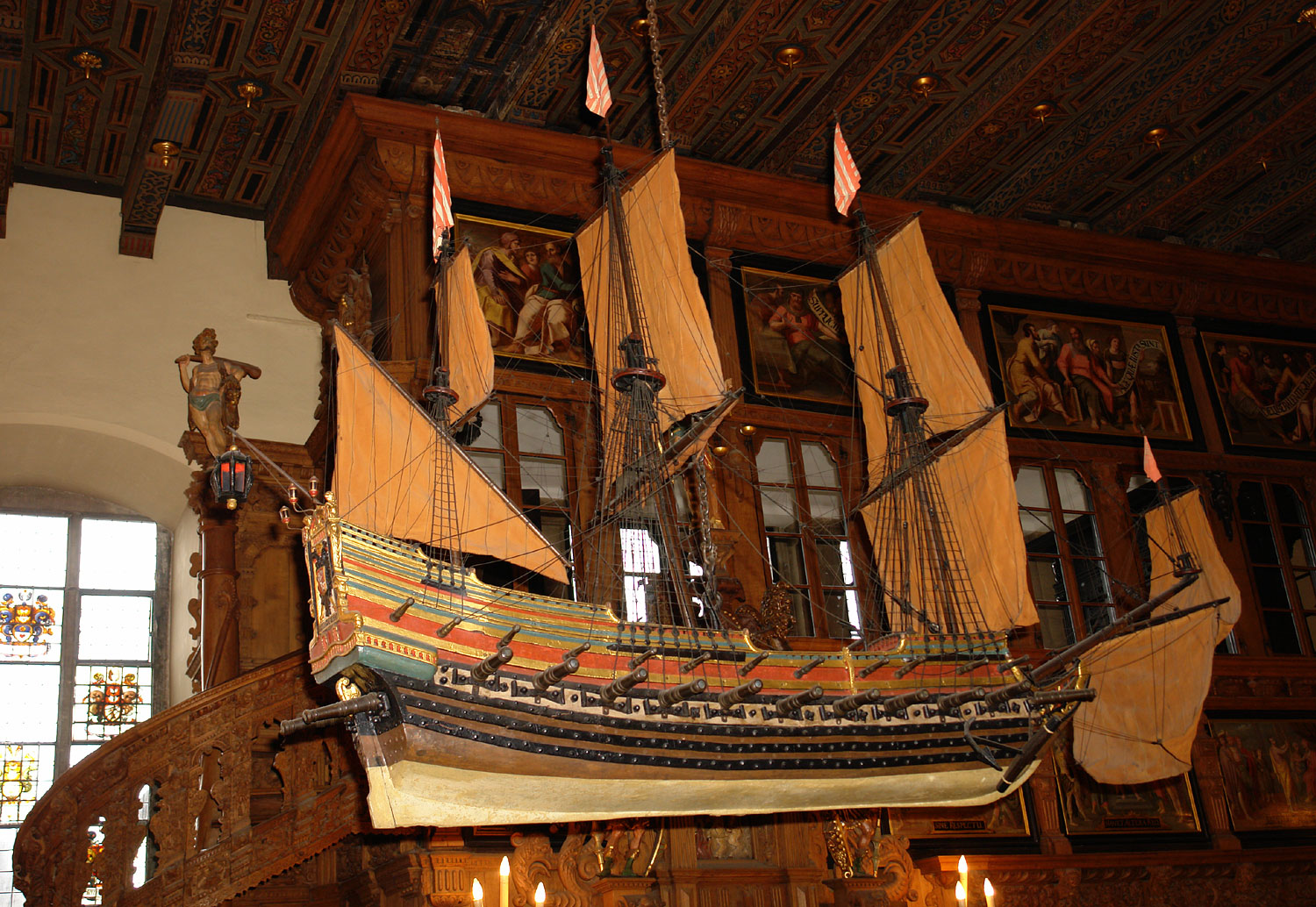
市庁舎上階のホールにある「オルロークシッフ」